# Tariczky Endre
Tariczky Endre (teljes nevén: Tariczky András Endre, Gyöngyös, 1818. november 18. – Tiszafüred, 1912. május 10.) katolikus plébános, régész.

## Élete
Taritzki András csizmadia céhmester és Geszti Katalin gyermekeként született Gyöngyösön; iskoláit Gyöngyösön végezte s 1835-ben az egri papnevelő-intézetbe lépett; 1842-ben áldozópappá szenteltetett; káplán volt Tiszanánán és 1846-tól Árokszálláson. 1853-ban Bükkzsércre nevezték ki plébánosnak. A szabadságharc alatt hazafias szónoklataival tűnt fel. 1862-ben Tiszafüredre költözött szintén plébánosnak. 1892. szeptember 20-án mondotta aranymiséjét, mely alkalommal Tiszafüred képviselő-testülete díszpolgárává választotta és megfestette életnagyságú arcképét múzeuma számára. 1896-ban gyűjtés útján Tass és Szabolcs honfoglaló vezérek emlékére hatalmas emlékoszlopot állíttatott Tiszafüreden, melyet 1896. szeptember 12-én lepleztek le. 1902. szeptember 10-én mutatta be gyémántmiséjét, mely alkalommal aggkorára való adminisztratort nyert maga mellé. 1903. szeptember 29-én a régészeti és embertani társulatban a tiszavidéki hunhalmokról felolvasást tartott. Kiváló érdeme a «Tiszafüredi régészeti egyesület és múzeum» megalapítása. Érdemei elismeréseül 1906-ban a koronás arany érdemkereszttel tüntették ki. 1907-ben nyugdíjba lépett.
Cikkeket írt 1842 óta a Religió és Nevelésbe, a Kath. Néplapba, a Pesti Naplóba, a Borászati Lapokba, a Kertészeti Gazdaságba, az Egri Postába, az Egerbe, a Karczag és Vidékébe, és a Nagy-Kunságba. Cikkei az Egri Egyházmegyei Közlönyben (1873. sat. Visszapillantás a tisza-füredvidéki régi s későbbkori egyházakra, Nyílt levél az Adalékok egyházmegyénk történelméhez c. czikk írójához, 1875. Naplótöredék a jász-árokszállási plébánia történelméből. Őszinte szózat, az egri egyházmegyei irodalmi egylet megalakulása alkalmából, 1876. A hajdan virágzott sodalitiumok működéséről, 1879. A felhalmi kereszt felszentelése az egyeki határban, 1881. A felvesz szó eme honi törvényige jellegébe vágó bonyolult esetek gyakorlati megoldása 1876 előtt és után, Pajer Antal emlékezete); a Religióban (1862. I. 32., 33. sz. A gyöngyösi jezsuiták 1706–1750.); az Egerben (1863. Örökzöldek Rajner Károly sírján) sat.

## Munkái
- Tiszafüred vidéke a népvándorlástól kezdve, Történelmi és hadászati szempontból, vonatkozással az ezredéves közelgő nagy nemzeti ünnepére. Eger, 1892.
- Halotti koszorú Muzsai Kovách Géza ravatalára tűzte. Vác, 1894.
- Halotti beszéd Vasmegyeri Megyery Gábor, Szabolcsmegye nyug. főpénztárnoka felett tartotta Tisza-Füreden, 1897. aug. 27. Nyiregyháza, 1897.
- Halotti beszéd Nyáry Kálmán felett, tartotta Tisza-Füreden 1898. jan. 15. Tiszafüred, 1898.
- Korszerű elmélkedés Szent László király napján a nevét viselő Szent László társulat felett. Eger, 1899.
- A tiszavidéki hun földpyramis-halmok ismertetése. Eger, 1906.
- Tass és Szabolcs honfoglaló vezérek tiszafüredi ezredévi oszlopának történelmi keletkezése. Tiszafüred, 1909.